# Jan Willem Wiggers
Jan Willem Wiggers (Breda, 22 augustus 1956) is een Nederlands politicus en bestuurder. Hij is lid van het CDA.

## Opleiding en ambtelijke loopbaan
Wiggers studeerde van 1975 tot 1982 Sociale geografie aan de Rijksuniversiteit Utrecht en volgde van 1996 tot 1998 een Master of Public Management (MPM). Van 1999 tot 2004 was hij teamleider openbaar bestuur bij de provincie Overijssel. Van 1994 tot 1999 was hij hoofd van de sector politiek/bestuur van het CDA. Van 1991 tot 1994 vervulde hij de functie van secretaris Buitenland van het CDA. Daarvoor was hij stafmedewerker op de afdeling Economische Zaken van de provincie Noord-Brabant, coördinerend beleidsmedewerker buitenlandse aangelegenheden en beleidsmedewerker defensie van de Tweede Kamerfractie van het CDA.

## Politieke loopbaan
In 2004 werd Wiggers wethouder van Zwartewaterland. Op 18 december 2008 volgde zijn benoeming tot burgemeester van Hattem. Met ingang van 24 september 2019 werd hij waarnemend burgemeester van Hardenberg. Met ingang van 1 november 2020 werd hij benoemd tot waarnemend burgemeester van Heerde. Wiggers is voorzitter van de CDA Bestuurdersvereniging afdeling Gelderland. Van 24 november 2023 tot 16 april 2024 was hij waarnemend burgemeester van Voorst.     